# Reforma walutowa

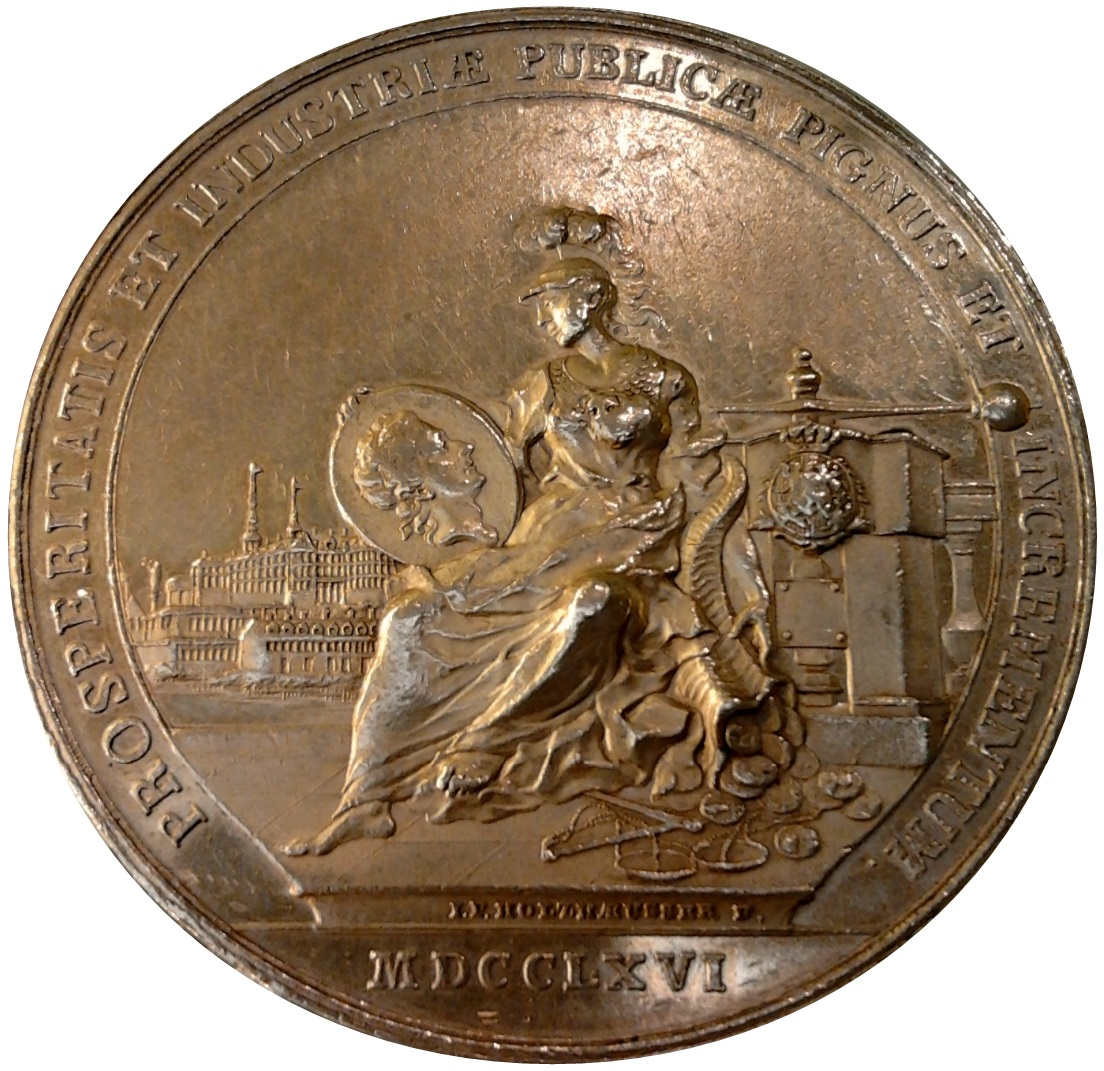
Medal Stanisława Augusta dla upamiętnienia reformy monetarnej w 1766

Reforma walutowa – całkowita lub częściowa zmiana ustroju pieniężnego państwa. Może ona nastąpić z powodów politycznych lub ekonomicznych, w celu przywrócenia lub utrzymania równowagi rynkowej.
Polega ona na wycofaniu przez bank centralny znajdujących się dotychczas w obiegu znaków pieniężnych oraz wprowadzeniu nowych znaków pieniężnych. Może ona być przeprowadzona np. poprzez:
- denominację – proporcjonalną zmianę nominału waluty, np. 10 000 „starych” złotych na 1 „nowy” złoty
- gorszą relację wymienną dotychczasowej waluty na nową w stosunku do przeliczenia cen ze starej na nową
- niedopuszczenie do wymiany starych znaków pieniężnych na nowe